# Софијски трамвај
Софијски трамвај уведен је 1901. године. Од 2006. године трамвајски систем дуг је 308 км уског и стандардног једносмерног колосека.

## Историја
1. децембра 1898. године, градска општина дала је концесију за изградњу трамвајске линије француским и белгијским компанијама. Градња је извршена за нешто више од годину дана, а прва трамвајска линија је отворена 1. јануара 1901. У почетку је саобраћао 25 моторних кола и 10 приколица који су саобраћали на шест линија укупне дужине 23 километара и колосеку од 1.000 мм.
У периоду између 1901. и 1931. године, набављен је велик број моторних возила и вагона од различитих европских произвођача. Године 1931. Бугарска је започела изградњу сопствених вагона под надзором инжењера Теодосија Кардалева. Они су били познати као Кардалеви вагони.
Године 1934. саграђено је прво велико спремиште у округу Красно Село. Године 1951. изграђена је фабрика за изградњу новијег модела трамвајских кола, која је до 1959. године произвела 155 вагона ДТО и Република, првих у потпуности изграђени бугарских трамваја. Последњи трамвај, Т8М-900 испоручен је 1991. године и још увек је у употреби. Од тада се фабрика користи за поправку и обнову старих трамваја.
Прва трамвајска линија стандардне ширине отворена је 1987. године, до тада су све линије биле ширине 1009 мм. Од 1995. године није изграђена ни једна линија, Софија усмерава своје напоре на изградњи метро систем.

## Трамвајске линије
| 1                                                 | ж.к. Иван Вазов ↔ Надлез Надежда                        |
| 3                                                 | Кв.Орландовци ↔ Гара Захарна фабрика                    |
| 4                                                 | бул. „Никола Петков“ ↔ Кв.Орландовци                    |
| 5                                                 | кв. Княжево ↔ Съдебна палата                            |
| 6                                                 | ж.к. Обеля-2 ↔ ж.к. Иван Вазов                          |
| 7                                                 | жк. Борово ↔ Метростанция Хан Кубрат                    |
| 8                                                 | ж.к. Люлин-5 ↔ Съдебна палата                           |
| 10                                                | жк. Западен парк ↔ Метростанция Витоша (кв.Хладилника)  |
| 11                                                | кв. Илиянци ↔ кв. Княжево                               |
| 12                                                | кв. Илиянци ↔ пл. „Журналист“                           |
| 18                                                | Кв.Орландовци ↔ пл. „Журналист“                         |
|                                                   |                                                         |
| 20                                                | Депо „Искър“ ↔ Автостанция Изток                        |
| 22                                                | Автостанция Изток ↔ пл.Васил Левски                     |
| 23                                                | ж.к. Дружба-2 (ул. „Обиколна“) ↔ Автостанция Гео Милев. |
| Ширина колосека: 1009 mm Ширина колосека: 1435 mm |                                                         |

## Возни парк
| Слика | Назив              | Година производње | Количина трамваја | Гаражни бројеви |
| ----- | ------------------ | ----------------- | ----------------- | --- |
|       | Pesa Swing 122NaSF | 2013. и 2016.     | 25                | 2301–2325 |
|       | Be 4/6 S           | 1990.             | 12 (28)           | 659, 661, 665, 666, 670, 671, 674, 675, 677,682, 685, 686                                                              |
|       | Tatra T4D-C        | 1981—1986.        | 20                | 1132, 1133, 1134, 1135, 1136, 1139, 1141, 1143, 1146, 1152, 1166, 1171, 1181, 1182, 1187, 1199, 1215, 1175, 1178, 1213 |
|       | Tatra B4D-C        | 1981—1986.        | 20                | 202, 200, 220, 196, 221, 176, 192, 223, 190, 219, 183, 217, 191, 193, 198, 211, 182, 210, 214, 218                     |
|       | Tatra T6A2         | 1990. и 1999.     | 57                | 3001 – 3025(T6A2), 2026 – 2040 (T6A2), 2041 – 2057 (T6A2-SF)                                                           |
|       | Т8М-700IT Inekon   | 2008—2009.        | 18                | 2401–2418 |
|       | Т8М-900М           | 1999.             | 11                | 909, 916, 917, 924, 928, 929, 932, 933, 934, 936, 939                                                                  |
|       | T8K-503            | 2009.             | 9                 | 503-511 |
|       | T6M-700(M)         | 1986—1988.        | 39                | 701–703, 706–709, 711, 713–716, 718–720, 722, 723, 802–813, 815, 817, 819, 821, 822, 824, 825, 828, 830, 831           |
|       | Tatra T6B5         | 1988.             | 37                | 4101–4137 |
|       | Tatra T6A5         | 1995.             | 20                | 4140-4159 |
|       | Tatra T4D-M        | 1981.             | 15                | 4030, 4034, 4035, 4039, 4042, 4044, 4045, 4049, 4059, 4063, 4065, 4067, 4075, 4077, 4080,                              |
|       | Tatra B4D-M        | 1981.             | 15                | 4751, 4760, 4755, 4772, 4759, 4767, 4729, 4756, 4764, 4769, 4762, 4768, 4771, 4763, 4765                               |
|       | Düwag T4+B4        | 1960.             | 3                 | 4208, 4210, 4211 (T4) и 4281, 4282, 4289 (B4)                                                                          |
|       | Düwag GT6          | 1965.             | 2                 | 4234 и 4237 |
|       | Düwag GT8Z         | 1960/1965.        | 6                 | 4401, 4405, 4410, 4411, 4413, 4415                                                                                     |
|       | T6MD-1000          | 1987.             | 1                 | 4027 |